# Аризона којотси
Аризона којотси (енгл. Arizona Coyotes) су неактивни амерички хокејашки клуб из Глендејла. Клуб је утакмице као домаћин играо у Мулет арени капацитета 4.600 места. Клуб се такмичио у Националној хокејашкој лиги (НХЛ).
Такмичио се у Пацифик дивизији Западне конференције. Боје клуба су црвена, црна и бела.

## Историја
Клуб је основан 1972. године под именом Винипег џетси. Од 1996. преселили су се у Аризону где су постали прво Финикс којотси, а од 2014. Аризона којотси. Највећи успех су остварили су сезони 2011/12. када су освојили прво место у дивизији Пацифик.
Када је пропао договор око изградње нове хале у мају 2023. године, којотси су на крају сезоне 2023/24 обуставили рад клуба. У априлу 2024. године власник Аризона којотса је продао сву имовину везану за хокеј новим власницима, који су покренули нову франшизу у Солт Лејк Ситију, али је задржао право на име и лого Којотса, као и могућност да реактивира франшизу до 2029. године.

## Трофеји
- Пацифик дивизија:
  - Првак (1) : 2011/12.

1. ↑  „NHL BOG approves establishment of new franchise in Utah | NHL.com”. www.nhl.com (на језику: енглески). 2024-04-18. Приступљено 2024-05-04.
2. ↑  Stoller, Jonathan Tovell, Michael DeRosa and Jacob (2024-04-18). „NHL Board Approves Sale of Coyotes' Hockey Assets to New Franchise in Utah”. The Hockey News (на језику: енглески). Приступљено 2024-05-04.